# 卡梅倫·佛特
卡梅倫·達科塔·佛特 （1993年6月26日—）為美國男子籃球運動員，場上位置為大前鋒。
2018年2月佛特加盟東南亞職業籃球聯賽寶島夢想家頂替艾倫·馬克西。
2021年7月佛特代表约旦參加第十屆阿卜杜拉二世國王盃。2021年11月佛特加盟菲律賓籃球協會北港巴塘碼頭。佛特只替北港巴塘碼頭出賽兩場膝蓋就出現傷勢，被賈梅爾·阿提斯頂替。

## 外部連結
- 卡梅倫·佛特在fiba.basketball（英语）
- 卡梅倫·佛特在Sports-Reference.com（NCAA）（英语）
- 卡梅倫·佛特在Eurobasket.com（球員）（英语）
- 卡梅倫·佛特在Proballers（英语）
- 卡梅倫·佛特在RealGM（英语）
- 卡梅倫·佛特在Flashscore（英语）
- 卡梅倫·佛特在Flashscore（英语）
- . Interperformances.com.